# Teresa Sales Beltrán
Teresa Sales Beltrán (Castelló de la Plana, Plana Alta, 1895 - segle XX) fou una obrera sindicalista valenciana.

## Biografia
De família de llauradors, vivien al carrer de Sant Roc de Castelló i estaven afiliats al Partit Socialista i al Centre Obrer de Castelló, que des de 1930 es va independitzar i va formar la Federació Nacional de Treballadors de la Terra, adherida a la UGT. Teresa Sales Beltrán, que treballava en un magatzen de taronja, es va afiliar des de molt jove al sindicat del ram anomenat El Despertar Femení i el 1937 va ser vicepresidenta de la seva Junta directiva. Aquest sindicat tenia llarga tradició a Castelló, ja que havia aprovat el seu primer reglament el 1913. El sindicat pretenia igualar els salaris femenins amb els dels treballadors; demanar una legislació més favorable cap a les treballadores; realitzar denúncies de les empleades davant dels abusos del patrons o encarregats i augmentar les relacions de solidaritat amb altres sindicats femenins del mateix ram a tot Espanya. Les obreres podien afiliar-se als 16 anys, però no tenien dret al vot fins als 18 anys, tot i que sí ser escoltades en les Juntes Generals. No obstant això, l'administració financera del sindicat femení encara era gestionada pels seus companys del Centre Obrer, ja que no consideraven les dones prou preparades per a aquests fins.
El Despertar Femení, al qual pertanyia Teresa Sales, va ser un dels més veterans i destacats pel nombre de sòcies a la ciutat de Castelló i el pobles de les seves comarques: arribà a tenir 5.573 sòcies entre 1913 i 1938.
L'estratègia de lluita a favor de les dones treballadores ja la va demostrar aquest sindicat en els anys 1920 i 1921, quan la crisi de la taronja per la paralització de les exportacions a Europa a causa de la Primera Guerra Mundial. Però durant la Segona República i davant la crisi econòmica que es vivia, també va mostrar la seva maduresa i capacitat de lluita reivindicativa. L'any 1934 va haver un intent de vaga general per l'aplicació de les bases del treball aprovades pel jurat mixt, pel qual es demanava davant de la crisi que sols anaren treballadors a la recol·lecció de les taronges, excloent-ne les treballadores. Després de la pressió feta per les dones d'El Despertar Femení, es va aconseguir que anaren les que eren cap de família com les vídues, solteres emancipades del pares o casades que tingueren els seus marits incapacitats per a treballar.
Un altre moviment de protesta l'organitzen les obreres d'El Despertar Femení en maig de 1936, davant de la preferència que mostraven els patrons comerciants dels magatzems de taronja per contractar primer les dones afiliades en la Bona Unió –les que anomenaven “grogues”–, sindicat catòlic en què les obreres eren més dòcils davant els patrons. Aquest problema venia d'anys anteriors, en especial des dels anys 20 en què el sindicat catòlic es crea. El sindicat socialista demana que els contractes es facen a través de l'oficina de col·locació per rigorós ordre de contractació; a aquesta oficina havien d'acudir tant els patrons com les treballadores. El 4 de maig declaren formalment una vaga, i al final aconsegueixen del governador que les contractacions per part dels patrons es facen en el sindicat El Despertar Femení.
En Teresa Sales hem volgut plasmar les diverses lluites realitzades pel col·lectiu femení de les treballadores de la taronja a Castelló i les comarques, per aconseguir una major autonomia i una millora de les seves condicions de treball, en un marc especialment favorable com va ser la Segona República.